# Универсальное свойство
Во многих областях математики полезную конструкцию часто можно рассматривать как «наиболее эффективное решение» определенной проблемы. Определение универсального свойства использует язык теории категорий, чтобы сделать это определение точным и изучать его теоретическими методами.
В этой статье даётся общее описание универсального свойства. Чтобы лучше понять эту концепцию, будет полезно сначала изучить несколько примеров, которых существует довольно много: прямое произведение и копроизведение, свободная группа, группа Гротендика, компактификация Стоуна — Чеха, тензорное произведение, прямой предел и обратный предел, ядро и коядро, декартов квадрат и кодекартов квадрат, уравнитель и коуравнитель.

## Мотивация
Прежде чем давать формальное определение, предложим некоторую мотивировку для изучения подобных конструкций.
- Конкретное описание некоторой конструкции может быть длинным и беспорядочным, но если конструкция удовлетворяет универсальному свойству, можно смело забыть о деталях её описания; всё, что нужно для вывода её свойств, уже содержится в универсальном свойстве. Доказательства часто становятся более короткими и элегантными, если в них используется универсальное свойство, а не конкретные детали. Например, тензорную алгебру векторного пространства приходится строить в несколько шагов, тогда как с её универсальным свойством обращаться гораздо проще.
- Универсального свойства достаточно, чтобы определить объект с точностью до изоморфизма. Таким образом, появляется ещё один способ доказать, что два объекта изоморфны, а именно доказать, что они обладают одинаковым универсальным свойством.
- Универсальные свойства появляются всюду в математике. Изучив их абстрактные свойства, можно получить информацию обо всех подобных конструкциях и избежать повторения одного и того же анализа в каждом конкретном случае.

## Формальное определение
Пусть U: D → C — функтор из категории D в категорию C, а X — объект категории C. Рассмотрим следующие двойственные определения:

Начальная (отталкивающая) стрелка из X в U — это начальный объект в категории морфизмов из X в U. Другими словами, это пара (A, φ), где A — это объект категории D и φ: X → U(A) — это морфизм в категории C, такой что выполняется следующее начальное свойство:
- Для любого Y — объекта категории D и f: X → U(Y) — морфизма в категории C, существует единственный морфизм g: A → Y такой, что следующая диаграмма коммутативна:

Терминальная (притягивающая) стрелка из U в X — это терминальный объект в категории морфизмов из U в X. Другими словами, это пара (A, φ), где A — объект категории D и φ: U(A) → X — морфизм в категории C, такой что выполняется следующее терминальное свойство:
- Для любого Y — объекта категории D и f: U(Y) → X — морфизма категории C, существует единственный морфизм g: Y → A, такой что следующая диаграмма коммутативна:

Термин универсальная стрелка означает «начальная либо терминальная стрелка», термин универсальное свойство означает «начальное либо терминальное свойство».

## Примеры
Здесь будет приведено несколько примеров, иллюстрирующих общую идею. Читатель сможет сконструировать множество других примеров, прочитав статьи, цитировавшиеся во введении.

### Тензорные алгебры
Пусть C — категория векторных пространств над полем K и D — категория ассоциативных алгебр над K. Рассмотрим забывающий функтор
U : K-Alg → K-Vect
сопоставляющий каждой алгебре подлежащее векторное пространство.
По произвольному объекту X из K-Vect — векторному пространству V — можно получить его тензорную алгебру T(V). А именно, она характеризуется следующим универсальным свойством:
«Любое линейное отображение из V в K-алгебру A может быть единственным образом продолжено до гомоморфизма алгебр T(V) → A.»
Это утверждение описывает начальное свойство тензорной алгебры, то есть тот факт, что пара (T(V), i), где i : V → T(V) — стандартное вложение, является начальной стрелкой из векторного пространства V в функтор U. Мы получили функтор T из K-Vect в K-Alg Это значит, что T является левым сопряженным функтором забывающего функтора U (см. раздел «связь с сопряжёнными функторами»).

### Произведения
Произведение в теории категорий можно охарактеризовать его универсальным свойством. А именно: пусть X и Y — объекты категории D, а C — произведение категорий D × D. Определим диагональный функтор
Δ : D → D × D
как Δ(X) = (X, X) и Δ(f : X → Y) = (f, f). Тогда если (A, φ) — терминальная стрелка из Δ в (X, Y) — объект категории D × D, то A — объект категории D, называющийся прямым произведением X × Y, а φ — пара проекций
π1 : X × Y → X
π2 : X × Y → Y.

## Свойства

### Существование и единственность
Определение некоего свойства не гарантирует существование объекта, ему удовлетворяющего. Если однако, такой (A, φ) существует, то он единственен. Точнее говоря, он единственен с точностью до единственного изоморфизма. Проверим это для случая начальной стрелки: если (A′, φ′) — другая такая пара, то существует единственный изоморфизм k: A → A′ такой что φ′ = U(k)φ. Это легко увидеть, заменив (Y, f) из определения начального свойства на (A′, φ′).

### Эквивалентные формулировки
Определение универсальной стрелки может быть перефразировано множеством способов. Пусть U — функтор из D в C, X — объект категории С. Тогда следующие формулировки эквивалентны:
- (A, φ) — начальная стрелка из X в U
- (A, φ) — начальный объект категории запятой (X ↓ U)
- (A, φ) представляет функтор HomC(X, U—),

равно как и двойственные им формулировки.

### Связь с сопряженными функторами
Пусть (A1, φ1) — начальная стрелка из X1 в U и (A2, φ2) — начальная стрелка из X2 в U. По начальному свойству любому морфизму h: X1 → X2 соответствует единственный морфизм g: A1 → A2, такой что следующая диаграмма коммутативна:
Если каждый объект Xi категории C допускает начальную стрелку в U, то соответствия {\displaystyle X_{i}\mapsto A_{i}} и {\displaystyle h\mapsto g} определяют функтор V из C в D. А отображения φi тогда определяют естественное преобразование из 1C (тождественный функтор C) в UV. Функторы (V, U) образуют пару сопряженных функторов. Аналогичные утверждения верны в двойственной ситуации терминальных морфизмов из U, в этом случае (U, V) будут парой сопряженных функторов.
В действительности все пары сопряженных функторов получаются из конструкций такого вида. Пусть F: С → D и G: D → C — пара сопряжённых функторов с единицей η и коединицей ε (см. статью сопряженные функторы). Тогда существуют универсальные морфизмы для каждого объекта категорий C и D:
- Для каждого объекта X из C, (F(X), ηX) — начальная стрелка из X в G. То есть для всех f: X → G(Y) существует единственный g: F(X) → Y, для которого следующие диаграммы коммутируют.
- Для каждого объекта Y изD, (G(Y), εY) — терминальная стрелка из F в Y. То есть для всех g: F(X) → Y существует единственный f: X → G(Y), для которого следующие диаграммы коммутируют.

Универсальные конструкции являются более общими, чем конструкции сопряженных функторов: универсальная конструкция похожа на задачу оптимизации, и пара сопряжённых функторов определена, только если эта задача имеет решение для всех объектов категории.

## История
Универсальные свойства многих топологических конструкций были описаны Пьером Самюэлем в 1948 году. Позднее они активно использовались Бурбаки. Тесно связанная с этим концепция сопряженных функторов была независимо предложена Даниэлем Каном в 1958 году.